# Noëlla Rouget
Pour les articles homonymes, voir Rouget (homonymie).
Noëlla Rouget, née à Saumur le 25 décembre 1919 et morte à Genève le 22 novembre 2020,, est une résistante française, déportée à Ravensbrück. Elle témoigna de son expérience à partir des années 1980, en particulier dans les écoles et les paroisses, en Suisse, en Haute-Savoie et dans l'Ain.

## Biographie

### Famille et études
Noëlla Rouget est née Peaudeau à Saumur le 25 décembre 1919, de Clément Peaudeau et Marie, née Bossard. Son père est fonctionnaire aux chemins de fer et elle a un frère de six ans son aîné, Georges Peaudeau. La famille est catholique pratiquante, Georges est prêtre et enseignant. Elle accomplit sa scolarité au pensionnat Saint-Laud d’Angers. Elle fait du scoutisme au sein des Guides de France, et devient cheftaine. Elle souhaite poursuivre des études en lettres, la guerre l'en empêche.

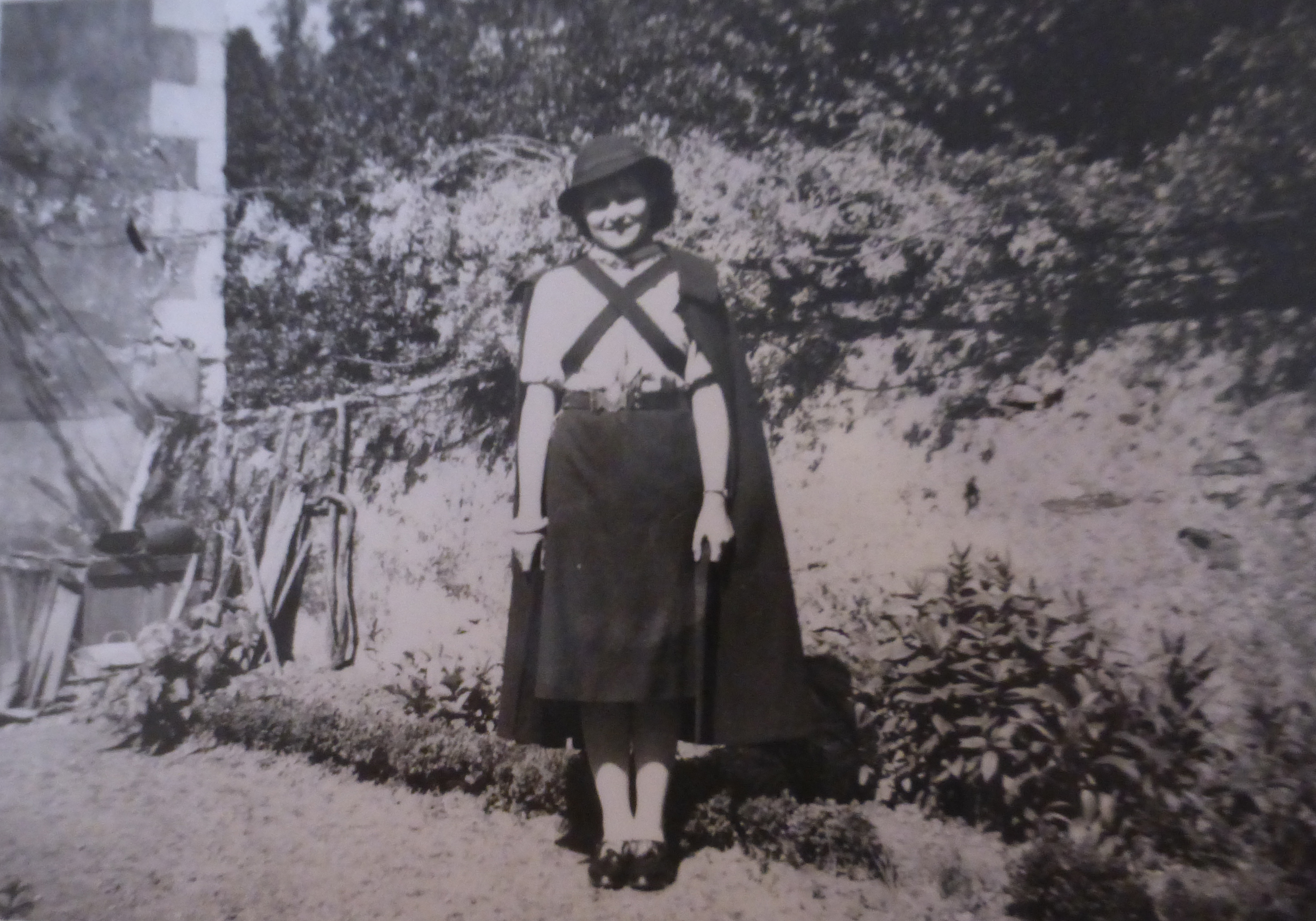
Noëlla Peaudeau, en uniforme de guide, en 1934.

### Résistante à Angers
Lorsque la France est envahie en 1940, Noëlla Rouget est institutrice au même pensionnat Saint-Laud. Le 18 juin, elle n’entend pas l’appel du général de Gaulle, mais en a assez vite connaissance lorsqu’elle reçoit, au hasard d’une promenade, un tract qui le reproduit. Elle ne supporte pas l’ordre nouveau qui s’installe à Angers, occupée par les Allemands depuis le 19 juin 1940, et elle demande ce qu'elle peut faire au jeune homme qui lui donne ce tract, face à cette Occupation. « M’aider », lui répond le jeune étudiant. Noëlla Rouget se met donc à distribuer des tracts à son tour, puis à les dactylographier et à les reproduire, à distribuer aussi des journaux clandestins ; toujours à l’insu de ses parents.
Elle devient ensuite agent de liaison, transportant valises ou autres serviettes dont elle ignore le contenu. Elle apprit plus tard, en prison, que l’une de ces valises, au moins, contenait des armes. Son premier contact, unique au départ, a pour surnom Marcel, en réalité René Brossard, qui mourut sous la torture le 23 octobre 1943. En fait, Noëlla est entrée dans le réseau Honneur et Patrie, d’obédience gaulliste, constitué au début de 1941 autour de Victor Chatenay, réseau très actif à Angers, où il a compté quelque 150 membres, dont 25 % de femmes. Noëlla Rouget fit aussi partie du réseau anglais Buckmaster Alexandre Privet, « depuis juin 1942 jusqu'à la date de son arrestation », selon un certificat établi le 21 août 1945, par le capitaine F.W. Hazeldine. Noëlla Rouget n'est pas la seule à faire ainsi partie de deux réseaux : Henri Dutertre, Georges Gautier ou encore Boris et Marguerite Tourgueneff sont également membres d'Honneur et Patrie et de Buckmaster Alexandre Privet.
Dans le cadre de ses activités clandestines, elle rencontre Adrien Tigeot, un jeune instituteur stagiaire, sorti de l’École normale, lui aussi empêché d’entamer des études (en ethnologie, pour ce qui le concerne) et qui avait pris ce poste à l’école de Corzé pour échapper au STO. Né le 29 mai 1923, il est plutôt d’obédience communiste ; Noëlla et Adrien décident de se fiancer, les bans sont publiés, mais ils sont alors tous deux arrêtés, en juin 1943, Adrien le 7, Noëlla le 23. Tous deux seront emprisonnés au Pré-Pigeon, la prison d’Angers. Adrien Tigeot, après une parodie de procès, est fusillé le 13 décembre 1943, à Belle-Beille, avec six autres camarades. Les condamnés sont autorisés à écrire une lettre à leurs proches. Après la guerre, Noëlla Rouget trouva cette lettre dans laquelle Adrien lui demandait « de vivre, de l’oublier et d’aimer »,.

### Déportation
Le 9 novembre 1943, Noëlla Rouget quitte Angers pour Compiègne. Le 31 janvier 1944, par le convoi des 27000 elle est déportée vers Ravensbrück avec presque mille camarades, dont Geneviève de Gaulle, arrivant dans la nuit du 2 février 1944. Noëlla Rouget devient le numéro 27 240 et rejoint le block 27, après quelques jours de quarantaine.
Affectée d’abord à d’épuisants travaux en forêt, elle devient Verfügbar, c’est-à-dire employée aux corvées les plus dures. Le travail est imposé 12 heures par jour sauf le dimanche. Par deux fois au moins, grâce à la solidarité de ses camarades, elle échappe à la chambre à gaz de Ravensbrück, vers laquelle elle avait vu partir Émilie Tillion (mère de Germaine), le 2 mars 1945, et d’autres camarades. À Ravensbrück, Noëlla Rouget se lie d'amitié avec plusieurs déportées, parmi lesquelles Geneviève de Gaulle, Germaine Tillion ou encore Denise Vernay, née Jacob (sœur de Simone Veil).

### Retour

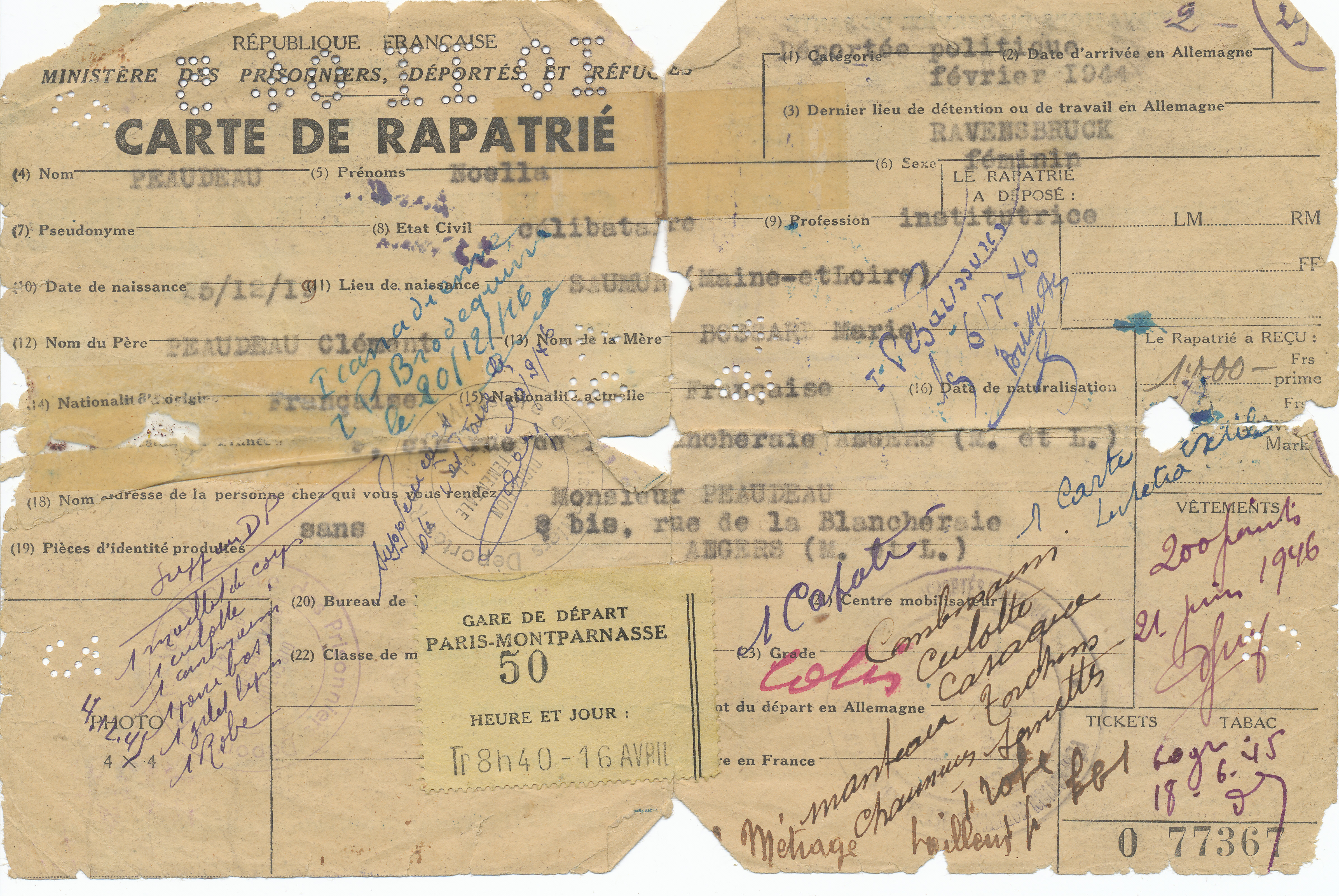
Carte de rapatriée de Noëlla Rouget, avril 1945.

Le jeudi 5 avril 1945, Noëlla Rouget fait partie des 300 premières femmes françaises libérées (en réalité 299 Françaises plus la Polonaise Karolina Lanckorońska), en échange de 464 internés civils allemands (94 enfants, 221 adolescents ou adultes hommes, 149 adolescentes ou adultes femmes) venus du camp de La Chauvinerie (département de la Vienne). Les camions blancs, marqués de croix rouges, traversent une Allemagne en guerre, le voyage est long et le convoi n’arrive à Kreuzlingen, en Suisse, que le 9 avril au soir. Là, Noëlla Rouget et ses compagnes sont véritablement libres. Le lendemain, 10 avril, elles transitent par la Suisse en train (le même train qui avait amené les internés civils) vers Annemasse (Haute-Savoie), petite ville frontière qu’elles atteignent le 11, à 1 heure quarante-cinq du matin. Après avoir reçu quelques soins et pris deux jours de repos, dans divers hôtels d’Annemasse, les déportées reprennent le train pour Paris et arrivent à la gare de Lyon le 14 avril. Le général de Gaulle est présent sur le quai et plusieurs personnes le virent écraser des larmes. Après un passage au Lutétia, elle regagne Angers le 16 avril, retrouve ses parents et son frère, qu’elle avait craint d’avoir perdus dans les bombardements de son quartier. Elle pèse 32 kilos, souffre d’œdèmes tuberculeux et n’a plus de maison.

### Convalescence en Suisse

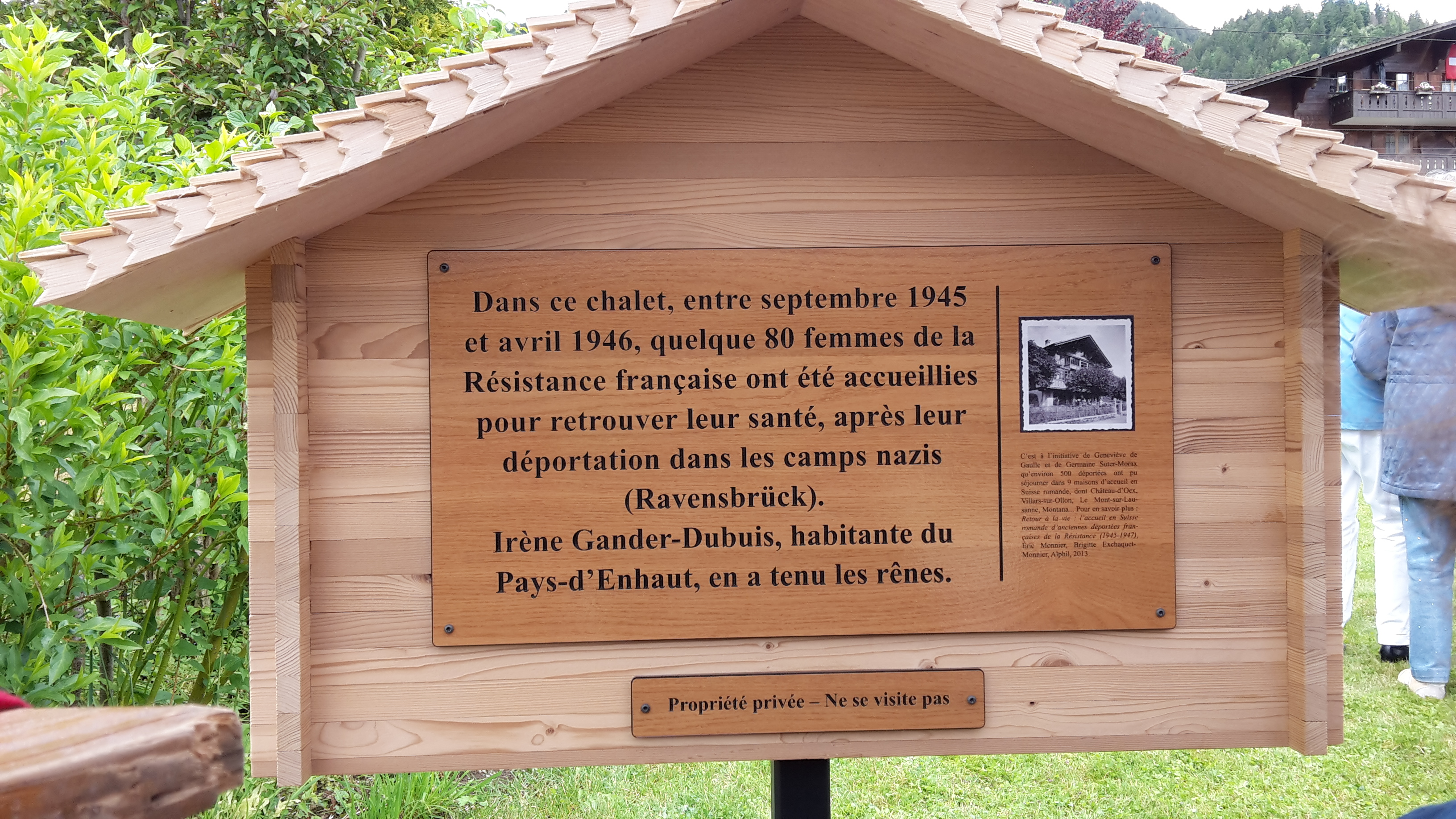
Plaque commémorative au chalet La Gumfluh à Château-d'Œx. 2016.

Dans le courant de l’été, Geneviève de Gaulle lui propose d’aller en convalescence en Suisse. Le 3 septembre 1945, elle s’installe avec une vingtaine de compagnes à Château-d'Œx, au chalet La Gumfluh, une des neuf maisons d’accueil mises sur pieds en Suisse romande par l’Association nationale des anciennes déportées et internées de la Résistance (ADIR) et son Comité d’aide en Suisse.
Elle passe trois mois dans ce chalet et y rencontre son futur mari, André Rouget, qui vient de Genève, où le couple s’établit après son mariage, en 1947. Deux fils, Patrick et François, sont nés de cette union. André Rouget, mort en 2005, était un pacifiste, très engagé au sein du Service civil international et défenseur de l'objection de conscience,. Noëlla Rouget obtient la nationalité suisse (bourgeoise de Genève) en 1959.

### L’après-déportation: entre silence et témoignage
Longtemps, comme nombre de déportés et de déportées, Noëlla Rouget ne parla pas de sa déportation, sinon avec ses camarades de l’ADIR, dont elle présidait la délégation suisse. Comme d’autres, ce qu’elle avait à raconter était inaudible. Pourtant, en 1965, elle est amenée à témoigner devant la Cour de sûreté de l’État, lors du procès de Jacques Vasseur. Elle retrouve en effet, dans le box des accusés, celui auquel elle doit son arrestation et celle de son fiancé, qui fut fusillé. Souvent considéré comme le chef de la Gestapo française d’Angers, responsable de plusieurs assassinats et arrestations, il avait disparu à la fin de la guerre et était condamné à mort par contumace. Découvert et arrêté en 1962 à Lille où il s’était caché pendant dix-sept ans, il est rejugé en 1965, à Paris, devant la Cour de sûreté de l’État. Noëlla Rouget écrit le 2 novembre 1965 une lettre au président du Tribunal, dans laquelle elle déclare : « Dans quelques jours, commencera la phase finale du procès : le réquisitoire et la condamnation. Cette condamnation risque d’être, je le crains, la peine capitale. Devant une telle éventualité je me sens tenue, en conscience, de vous exprimer ma pensée. Les horreurs vécues sous le régime concentrationnaire m’ont sensibilisée à jamais à tout ce qui peut porter atteinte à l’intégrité tant physique que morale de l’homme et j’ai rejoint les rangs de ceux (…) qui font campagne pour l’abolition de la peine de mort (…) ». Vasseur est condamné à mort. Noëlla Rouget demande alors la grâce du condamné au général de Gaulle, président de la République, qui la lui accorde.
Dans les années 1980, devant la montée du négationnisme, y compris en Suisse, Noëlla Rouget sort de son silence. Ainsi, lorsque Mariette Paschoud, enseignante d’histoire dans un gymnase (lycée) lausannois, en vient à nier publiquement les chambres à gaz, elle lui adresse une lettre ouverte, dans la Gazette de Lausanne du 20 août 1986.

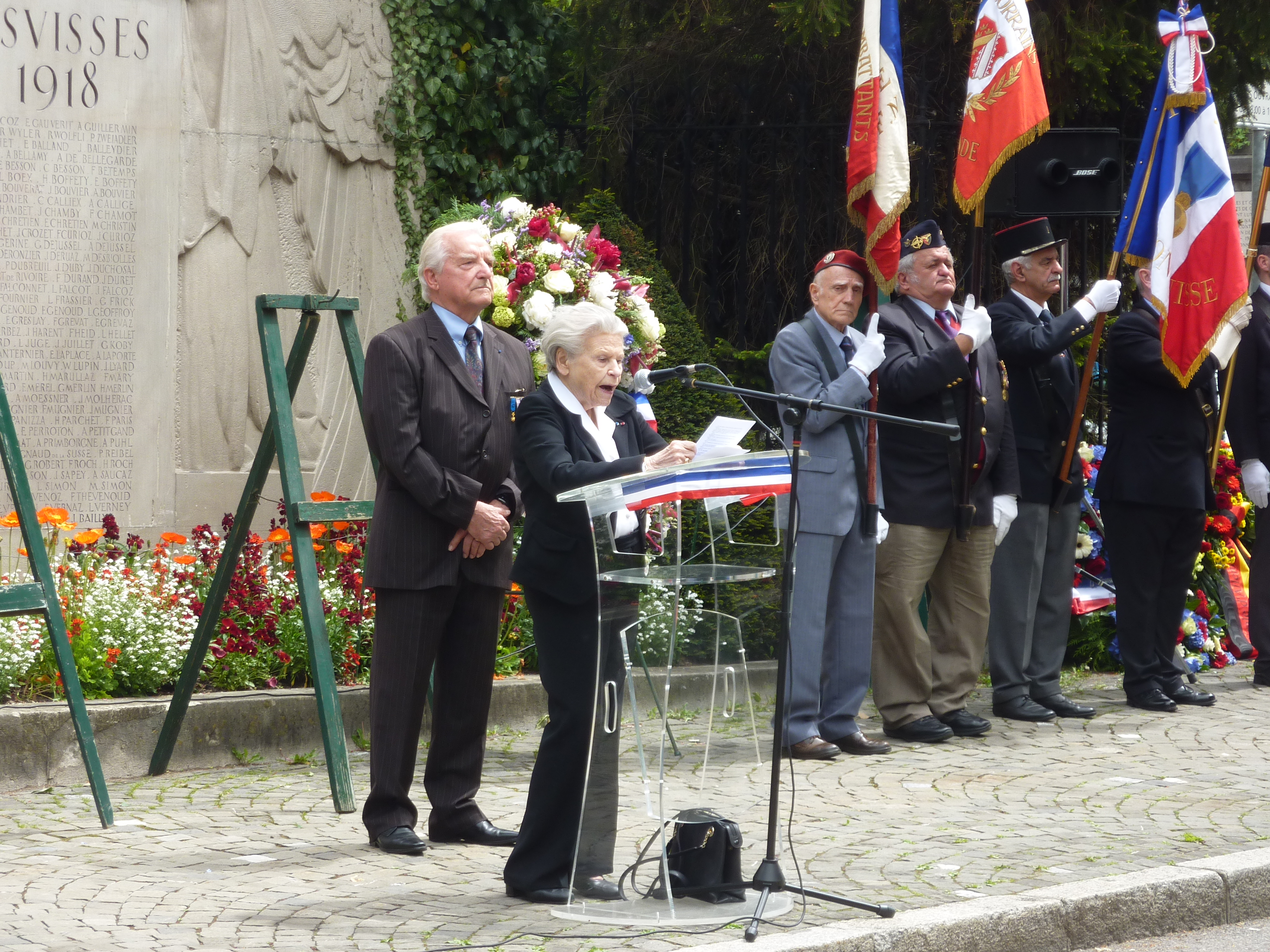
Discours du 8 mai 2013 de Noëlla Rouget, consulat de France, Genève.

Dès lors, Noëlla Rouget se met à témoigner, en particulier dans les écoles et les paroisses, en Suisse, en Haute-Savoie et dans l'Ain.
Dès 1997 et jusqu'en 2017, elle prend part à Yom HaShoah , à Genève, participant avec des jeunes à l'allumage des six bougies, représentant les six millions de Juifs morts lors de la Shoah. Elle accompagne aussi à plusieurs reprises des voyages de classes d'élèves genevois à Auschwitz, à l'initiative de la CICAD.
Le 15 juin 2016, Noëlla Rouget dévoile une plaque commémorative, devant le chalet La Gumfluh à Château-d'Œx, en hommage aux déportées accueillies dans ce chalet et aux personnes qui les y avaient reçues, entre septembre 1945 et avril 1946.

Elle meurt le 22 novembre 2020 à Genève. Ses obsèques se déroulent le 9 décembre 2020, en l'église Sainte-Thérèse de Genève. Une cérémonie, à la fois religieuse et officielle rend hommage à Noëlla Rouget. La partie religieuse est œcuménique, animée par un prêtre et un pasteur, avec aussi une prière chantée en hébreu par un rabbin. La partie officielle, en présence des autorités de la ville et du canton de Genève et des autorités françaises diplomatiques et consulaires est marquée par un discours de Mme Geneviève Darrieussecq, ministre chargée de la Mémoire et des Anciens combattants. Les honneurs militaires sont rendus à Noëlla Rouget, avant son transfert au cimetière des Rois, le Panthéon genevois, où elle repose désormais. Sa pierre tombale porte l'inscription :
« Résistante Française
Déportée à Ravensbrück

Passeuse de mémoire »

## Publications
- Noëlla Rouget-Peaudeau, « Le chemin du retour de Ravensbrück », Passé simple. Mensuel romand d'histoire et d'archéologie, no 6,‎ juin 2015, p. 12-13 (lire en ligne)
- Noëlla Rouget, « Paule de Schoulepnikoff », Voix et Visages, no 243, janvier-février 1995, p. 3
- Noëlla Rouget-Peaudeau, « Un bouquet en liberté pour notre Présidente », Voix et Visages, no 279,‎ mars-avril 2002, p. 1.

## Décorations
- 1995 :  Commandeur de la Légion d'honneur
- 2019 :  Grand-croix de l'ordre national du Mérite[24], dont les insignes lui sont remis le 7 février 2020 par le général Benoît Puga, grand chancelier de la Légion d'honneur, à Genève[25] ; Grand Officier en 2009
- 1946 :  Croix de guerre 1939-1945 avec étoile de bronze
- Croix du combattant volontaire de la guerre de 1939-1945
- Croix du combattant avec agrafe « Guerre 1939-1945 ».
- Homologation de Résistante au titre des Forces Françaises Combattantes (FFC) et des Déportés et Internés de la Résistance (DIR)[26]

Elle a en outre reçu, en date du 6 mai 1946, cette reconnaissance : « By this Certificate of Service I record my appreciation of the aid rendered by Peaudeau Noëlla as a volunteer in the service of United Nations for the great cause of Freedom », portant la signature autographe du Field Marshal B. L. Montgomery.

## Hommages

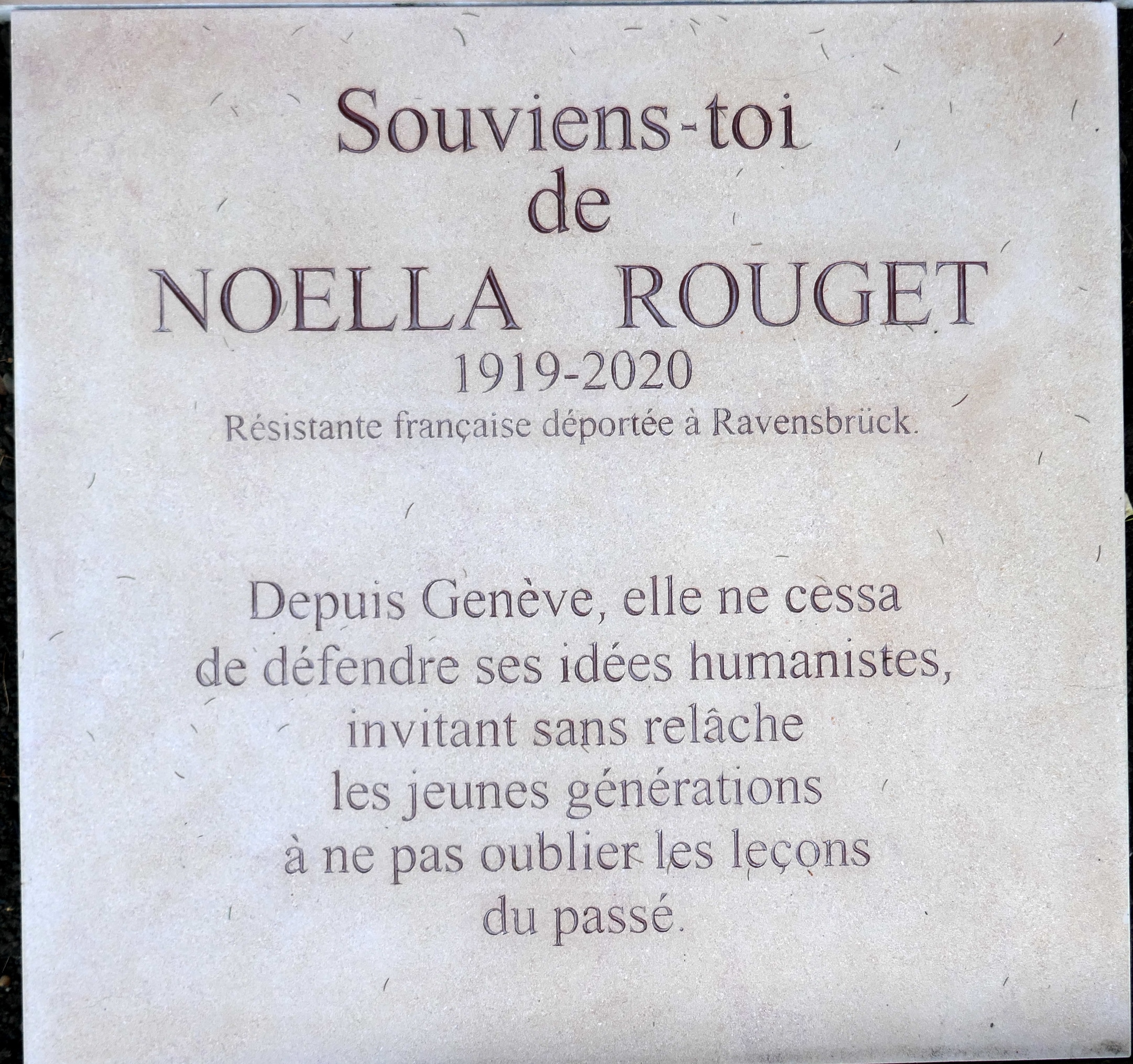
Plaque au pied du monument aux morts du consulat de France à Genève.

En 2021, le collège et école de culture générale de Meyrin est nommé d'après Noëlla Rouget,.
À Saint-Macaire-en-Mauges, commune déléguée de Sèvremoine (Maine-et-Loire), une voie nouvelle porte le nom de Noëlla Rouget, avec ceux de 5 autres résistantes : Marie-Madeleine Fourcade, Lucie Aubrac, Germaine Tillion, Eugénie Poilane et Germaine Ribiere.
A Sainte-Gemmes-sur-Loire (Maine-et-Loire), une place d'un nouveau lotissement a été nommée place Noëlla-Rouget
À Saint-Barthélemy-d'Anjou (Maine-et-Loire), une rue d'un nouveau lotissement a aussi été nommée rue Noëlla-Rouget
À Angers, depuis septembre 2022, un groupe des Scouts et Guides de France a été créé sous le nom de Groupe Noëlla Rouget.
À Saumur, l'espace culturel du lycée Carnot-Bertin a été renommé « Espace Noëlla-Rouget », à l'initiative des lycéens, qui ont également réalisé une exposition consacrée à Noëlla Rouget. À Saumur encore et toujours à l'initiative de lycéens de Carnot-Bertin, le rond-point de la Résistance a été rebaptisé rond-point Noëlla-Rouget par décision du 20 décembre 2023 du Conseil municipal.

Le 13 octobre 2022, à l'initiative du consul général de France à Genève, Patrick Lachaussée, et de l'association Mémoires, une plaque commémorative a été dévoilée au pied du monument aux morts du consulat. En voici le texte : 

« Souviens-toi de Noëlla Rouget (1919-2020). Résistante française déportée à Ravensbrück. Depuis Genève, elle ne cessa de défendre ses idées humanistes, invitant sans relâche les jeunes générations à ne pas oublier les leçons du passé. »

Elle fait partie des 16 femmes dont le parcours est présenté dans le cadre de l'exposition temporaire « Déportées à Ravensbrück, 1942-1945 » organisée par les Archives nationales (site de Pierrefitte-sur-Seine) du 3 février au 16 juin 2023.
En 2024, une Association Noëlla Rouget est créée à Genève pour perpétuer sa mémoire.
Le 11 octobre 2024, la pièce de théâtre Qu'aurions-nous fait à sa place ? qui retrace l'histoire de Noëlla Rouget, est créée au théâtre Georges-Brassens, à Avrillé (Maine-et-Loire), par la Compagnie L'Intemporelle. Pendant le mois de juillet 2025, la pièce a été jouée avec succès au festival Off d'Avignon, sur la scène du collège de La Salle. Le journal La Provence du 15.07.2025 en a rendu compte.

## Bibliographie

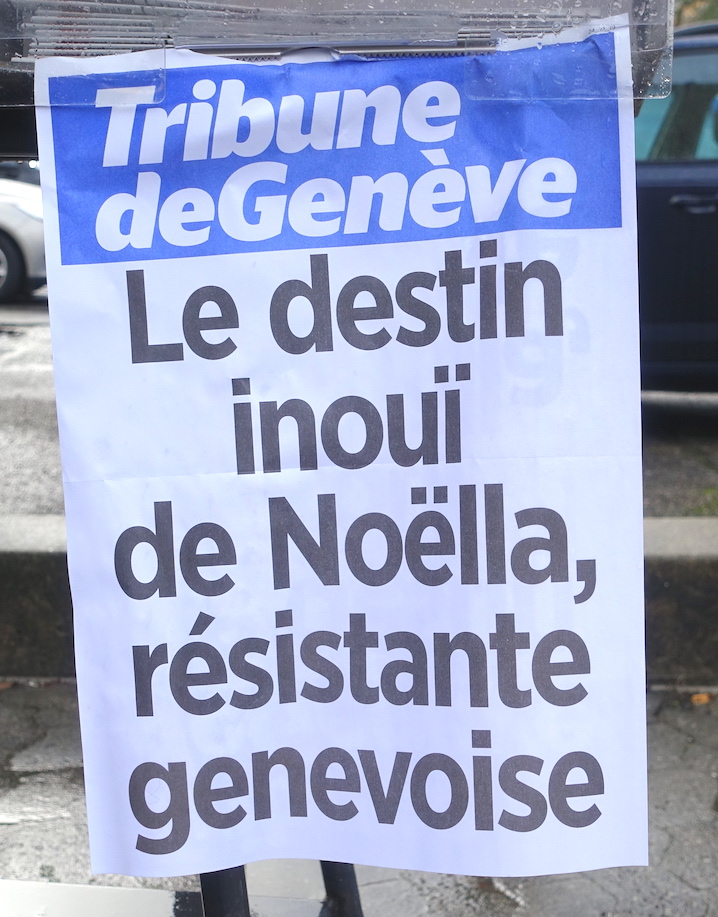
Manchette du 24 décembre 2019 (bien que Noëlla ne fût pas genevoise au temps de la Résistance).

## Filmographie. Ressources audios
Cette bibliographie recense trop d'ouvrages (février 2025). Les ouvrages doivent être de « référence » dans le domaine du sujet de l'article. Il peut être souhaitable de les insérer dans une référence et de les enlever de la section « bibliographie ». Il peut être également utile de créer un article bibliographique spécifique.
- Les Faussaires de l'histoire, journaliste Pierre Stucki, réal. Liliane Annen, RTS (Temps présent), 1987, 57 min. voir en ligne
- Noëlla Rouget : témoigner, un acte de résistance ! de Veronika  Janjic, ARCHIPROD Collection vivante des productions vidéo de l'instruction publique à Genève, 2005, 1 DVD, 28 min [voir en ligne]
- La Gumfluh I : Mademoiselle Irène de Veronika  Janjic, ARCHIPROD Collection vivante des productions vidéo de l'instruction publique à Genève, 2012, 1 DVD, 11 min [voir en ligne]
- La Gumfluh III : entretien avec Noëlla Rouget-Peaudeau de Ariane Exchaquet, Brigitte Exchaquet-Monnier, Éric Monnier, ARCHIPROD Collection vivante des productions vidéo de l'instruction publique à Genève, 2012, 1 DVD, 28 min [voir en ligne]
- Après Ravensbrück, témoigner c'est résister, Noëlla Rouget répond à Sabine Petermann, Hautes Fréquences, RTS-Religion, 22.12.2013. https://www.rts.ch/play/radio/hautes-frequences/audio/apres-ravensbrueck-temoigner-cest-resister?id=5437975
- Quand la Suisse accueillait les résistantes françaises rescapées des camps de concentration : reportage de Ingrid Pernet-Duparc, France 3 Rhône-Alpes, 2015, 5 min 22 [voir en ligne]
- Le retour à la vie : les déportées de Ravensbrück, un film de Sylvie Cozzolino, France 3 Rhône-Alpes, Les films du hasard, 2016, 52 min.
- Noëlla Rouget, de Petar Mitrovic, série One world, 17 min 30 voir en ligne
- Pour que l'histoire ne se répète pas : témoignage de Noëlla Rouget, interview par Sandrine Salerno, conseillère administrative de la Ville de Genève, 2011, 12 min 28 voir en ligne
- Témoignage : Noëlla Rouget, la déportée qui a fait gracier son bourreau, reportage d'Anne Guery, France 2, 2019, 4 min. voir en ligne
- L'émission Affaires sensibles de France Inter du 23 octobre 2020 est consacrée à Noëlla Rouget voir en ligne
- L'émission Affaires sensibles de France Inter du 8 février 2023 est consacrée à Jacques Vasseur voir en ligne
- Rescapées de la Shoah : [Ruth Fayon et Noëlla Rouget], témoignages enregistrés par Laurent Huguenin-Elie en 2008, rediffusés le 16 mai 2023, dans l'émission Histoire vivante de RTS-La Première. voir en ligne
- La résistante et le collabo, Aubin Hellot, la Huit production, diffusion France 3 Pays-de-la-Loire, et France.TV, avec le soutien de Direction de la mémoire, de la culture et des archives, au sein du Secrétariat général pour l'administration du ministère des Armées, 2024, 52 min.